# Hans Børli

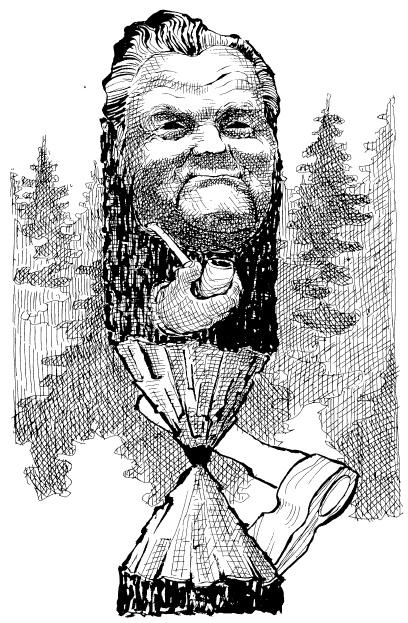
Hans Børli
Ill.: Oddmund Mikkelsen, 1985

Hans Børli född 8 december 1918 i Eidskog, död 25 augusti 1989, var en norsk lyriker.
Han arbetade hela sitt yrkesverksamma liv som skogshuggare. Han är först och främst känd som lyriker, men han skrev också romaner, noveller och skådespel.